# Casciubia
La Casciubia o Cassubia (in casciubo: Kaszëbë o Kaszëbskô, in polacco Kaszuby) è una regione etno-storica ubicata nel nord della Polonia, a est della Pomerania e a ovest della Masuria.
Questa zona costiera raggiunge un'altitudine massima di 329 mt presso la collina di "Wiezyca", che peraltro è l'area più elevata del nord e del centro della Polonia. La Casciubia si estende attorno alla baia di Danzica e al delta della Vístola, la sua "capitale" storica è la città di Danzica (chiamata in casciubo Gduńsk), importantissimo porto del Mar Baltico nonché principale porto polacco.

## Realtà etnica contemporanea

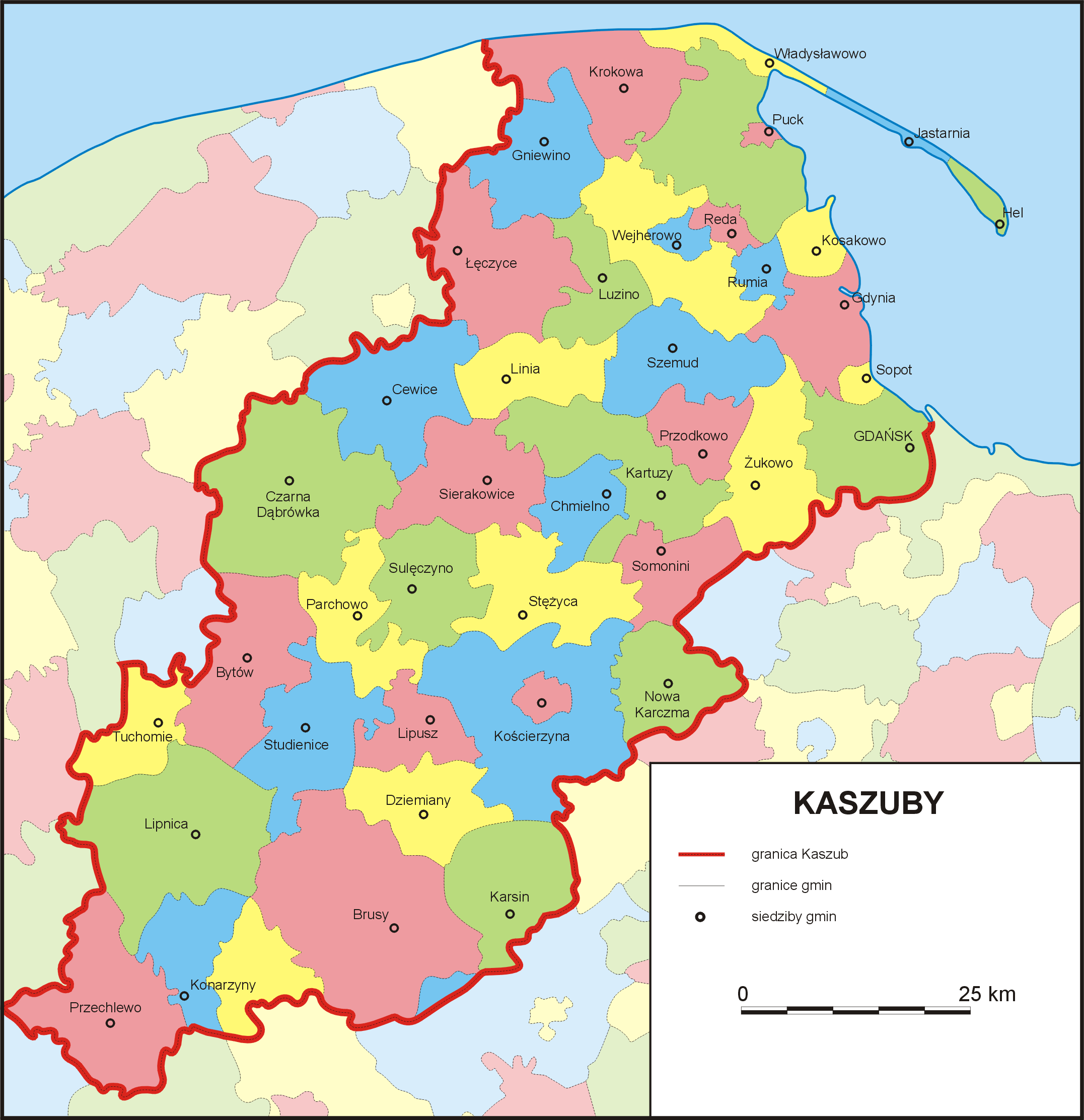
Mappa della Casciubia e sua ubicazione in Polonia

Dopo aver subìto molte tragiche vicissitudini storiche l'etnia casciuba (Kaszëbi) è in forte declino : secondo l'ultimo censimento polacco del 2002,  solo 5.100 persone si dichiarano di nazionalità casciuba, anche se si considera che circa 50.000 persone parlano usualmente il kaszëbsczi in Polonia. Altre stime sull'effettivo numero di casciubi attualmente oscillano da un minimo di 50.000 persone fino a un massimo di 500.000 (2006) : anche per questo la lingua gode di un certo grado di protezione legale in Polonia, pur se per molto tempo è stata considerata erroneamente un dialetto "germanizzato" del polacco.

## Storia

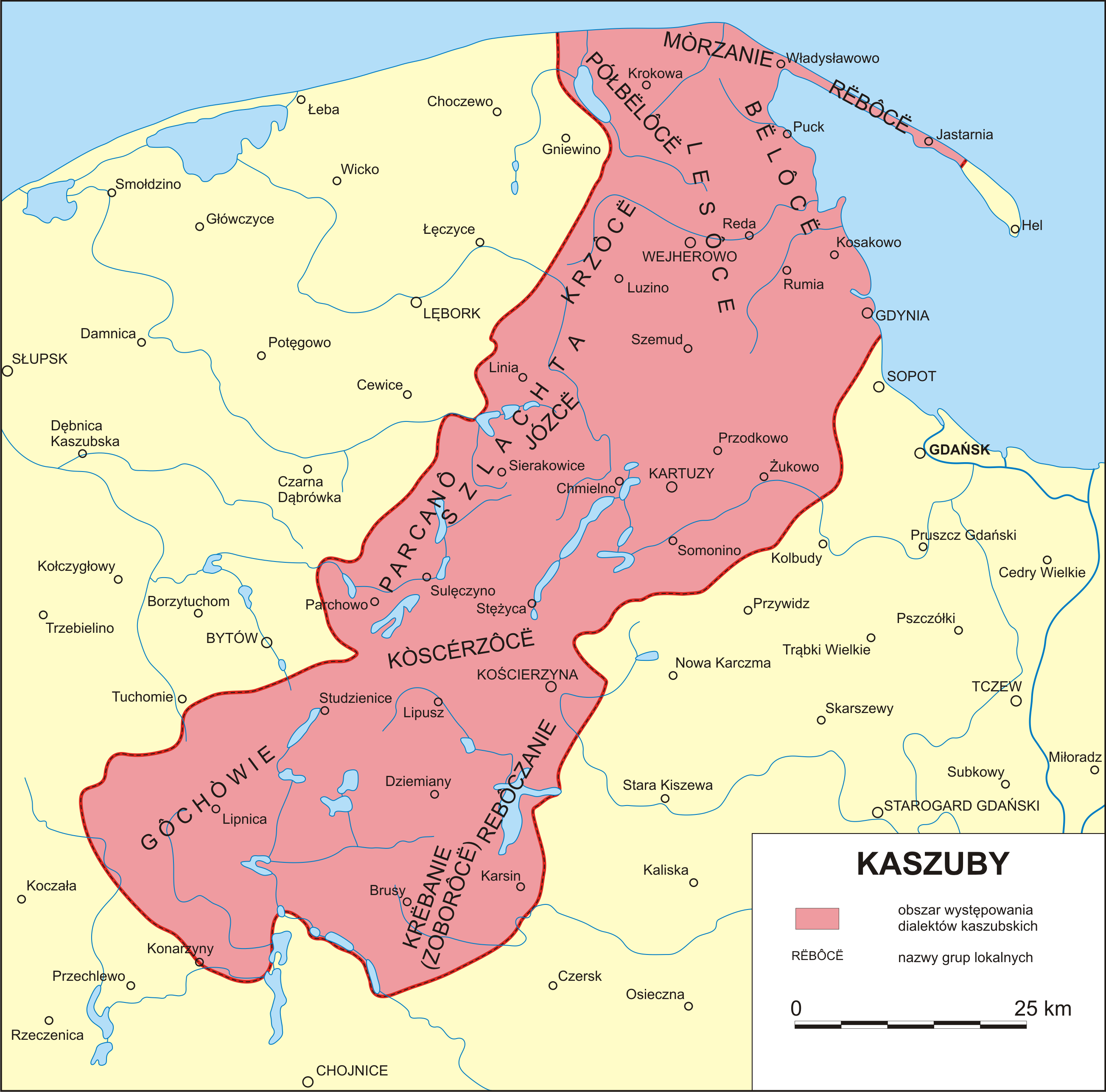
Casciubia (Bernard Sychta)

Il popolo casciubo è discendente diretto dell'antica tribù slava dei pomerani. È accertato che gli antenati dei casciubi -e pomerani- arrivarono nella regione del basso corso della Vistola e dell'Oder già circa 1500 anni fa. La più antica menzione conosciuta che faccia riferimento ai casciubi è una carta del XIII secolo firmata dal duca Barnim I di Pomerania. In tale carta uno starosta o signore feudale si dichiara non solo duca di Pomerania ma anche di Casciubia.
Durante l'Alto Medioevo le coste meridionali del Mar Baltico furono popolate da popolazioni slave occidentali, verso la metà e il Basso Medioevo ci fu una penetrazione della Lega anseatica che si stabilì nelle principali città costiere della regione, a questo seguì l'invasione della stessa regione da parte dell'Ordine Teutonico; in questo modo Pomerania, Casciubia e Prussia furono dal XIII secolo sotto un'egemonia di origine germanica, ma dal momento che la maggior parte della popolazione era slava, ebbe luogo un processo di "germanizzazione" che all'inizio fu molto violento. Per tutto il periodo in cui si verificò questa espansione germanica, tale processo fu ostacolato dai re di Polonia.
Alla fine della Guerra dei trent'anni e dopo di ciò, con il Trattato di Vestfalia (1648) alcune zone della Pomerania Occidentale passarono, con il nome di Ingermania, alla Svezia; i sovrani di Svezia detennero dal 1648 fino al 1720 il titolo di duca di Pomerania e, per estensione, di Casciubia, anche se gli svedesi non arrivarono mai ad esercitare un concreto dominio sulla Casciubia. Il più antico documento scritto In lingua casciuba è un catechismo luterano datato 1643, lo stesso che fu ristampato nel 1752 e 1828. 
Nel periodo successivo alla Pace di Vestfalia il territorio della Casciubia passò sotto la sovranità del regno di Polonia anche se la sua città principale (Danzica) rimase uno stato feudale indipendente popolato da una borghesia di madrelingua tedesca.
In seguito alle Spartizioni della Polonia durante il XVIII secolo la Casciubia passò sotto il potere del regno di Prussia e quindi nell'Impero Tedesco, fino alla fine della prima guerra mondiale che con il Trattato di Versailles reintegrò la Casciubia nella Polonia con il nome di "Corridoio di Danzica", anche se la città di Danzica ne venne separata come "Città Libera di Danzica". Durante il periodo di controllo prussiano accaddero alcuni fatti significativi: nel decennio a partire dal 1830 alcune centinaia di casciubi emigrarono in Canada dove fondarono il paese di Wilno, nella contea di Renfrew, provincia dell'Ontario. Nel 1843 il parlamento della Prussia decise di cambiare la lingua ufficiale della chiesa protestante della Casciubia (il polacco) con il tedesco, anche se poco dopo questa decisione dovette essere revocata a causa della forte pressione a livello popolare e, a partire dal 1852 la lingua casciuba poté essere insegnata nelle scuole secondarie della zona di Wejherowo. Nel 1939 la Casciubia, come tutta la Polonia, fu il primo territorio invaso dal "Terzo Reich"; nel 1945, liberata la Polonia, la Casciubia tornò a farne parte. Attualmente (2006) tutta la Casciubia fa parte del settore occidentale del Voivodato della Pomerania.

## Alcuni toponimi in casciubo
- Baltico: Bôłt
- Gdynia: Gdiniô
- Oder: Òdora
- Polonia: Pòlskô
- Vistola: Wisła.